# 볼리비아의 언어
볼리비아의 공용어는 37개로, 세계에서 가장 많은 언어를 공용어로 취급하는 나라들 중 하나이다.

## 공용어
오랜 세월동안 볼리비아의 공용어는 스페인어 하나 뿐이었으며, 1980년 개정된 신헌법에도 케추아어와 아이마라어만 공용어로 추가되었다. 그러나 2006년 후안 에보 모랄레스 아이마가 볼리비아 최초의 원주민 대통령이 되면서 공용어가 추가되었다. 에보 모랄레스가 대통령이 된 후 개정된 헌법에 명시된 37개의 공용어는 다음과 같다.
스페인어, 아이마라어, 아라오나어, 바우레어, 베시로어, 카니차나어, 카비네냐어, 카유바바어, 차코보어, 치만어, 에세에히하어, 과라니어, 과라수웨어, 과라유어, 이토나마어, 레코어, 카야와야어, 마치겐가어, 마로파어, 모헤뇨 트리니타리오어, 모헤뇨 이그나시아노어, 모레어, 모세텐어, 모비마어, 파카와라어, 푸키나어, 케추아어, 시리오노어, 타카나어, 타피에테어, 토로모나어, 우루치파야어, 웨나예크어, 야와나와어, 유키어, 유라카레어, 자무코어

## 일상어
볼리비아는 주민의 약 60%가 원주민으로, 그들은 생활 특권층과는 완전히 다르다. 그들은 기본 언어인 스페인어를 외면하고 자신들의 언어를 사용한다. 
대부분 케추아어를 사용하며 아이마라어도 널리 쓰인다. 원주민에 따라 스페인어, 아이마라어, 케추아어를 제외한 헌법에 명시된 34개의 언어 중 하나를 사용하기도 한다.

## 스페인의 영향력
볼리비아는 원주민 문화가 잘 보존되어 있지만, 옛 식민 통치에 의해 스페인 문화가 쉽게 드러나게 되었다. 아이마라어, 케추아어 및 총 36개의 토착어와 비롯하여 스페인어는 여전히 국민의 33%가 사용하고 있는 제1의 공용어인데, 특히 이곳 태생의 크리올 엘리트들이 주로 사용한다. 또한 크리올은 도시의 아파트나 넓은 정원 및 수영장 등이 있는 식민지풍 저택에 살면서 대토지를 소유하고 있다.

## 같이 보기
- 볼리비아 스페인어
- 아이마라어
- 과라니어